# ザ ロイヤルパークホテル 東京汐留
  ザ ロイヤルパークホテル アイコニック 東京汐留（ザ ロイヤルパークホテル アイコニック　とうきょうしおどめ、The Royal Park Hotel Iconic Tokyo Shiodome）は、東京都港区東新橋一丁目に所在するホテル。三菱地所グループが展開するホテルチェーン「ロイヤルパークホテルズ」に属する。

## 特徴
2003年7月1日、東京都港区東新橋（汐留シオサイト）の「汐留タワー」内地下1階、24階 - 38階部分に開業。客室は標準タイプで41㎡の広さがある。客室はスイートルームを含む490室。4つのレストラン、ラウンジバー、トレーニングジム、日本で初めてオープンしたスパブランド「マンダラ・スパ」がある。
2013年10月1日にロイヤルパーク汐留タワーよりロイヤルパークホテル ザ 汐留へ改称。宿泊特化型ブランドの「THEシリーズ」へのリブランドに伴い、運営会社も株式会社ロイヤルパーク汐留タワーから他のTHEシリーズと同じく株式会社ロイヤルパークマネジメントに移管された。
2018年4月1日にザ ロイヤルパークホテル 東京汐留に改称するとともに、運営会社合併に伴い、株式会社ロイヤルパークホテルズアンドリゾーツの運営となっている。
2020年4月1日にザ ロイヤルパークホテル アイコニック 東京汐留へ改称。ロイヤルパークホテルの中では中級ホテルブランドとして再定義された。

## 設備
- ハーモニー
- THE BAR
- 大志満 - 日本料理・寿司
- チャヤ マクロビ

## アクセス
- 鉄道
  - JR新橋駅汐留口より徒歩3分（地下通路直結）
  - 東京メトロ銀座線・都営地下鉄浅草線新橋駅より徒歩3分（地下通路直結）
  - 都営地下鉄大江戸線・ゆりかもめ汐留駅より徒歩1分（地下通路直結）
- バス
  - 成田国際空港・東京国際空港から東京空港交通のリムジンバスが運行されている。

## テレビ番組
- 日経スペシャル ガイアの夜明け 東京ホテル戦争に勝ち残れ!（2003年7月29日、テレビ東京）[1]。